# Dorjpalamyn Narmandakh
Dorjpalamyn Narmandakh (n. 18 decembrie 1975, Darkhan⁠(d), Darchan-Uul-Aimag, Mongolia) este un judocan ce a reprezentat Mongolia, medaliat olimpic. A participat la 2 ediții ale Jocurilor Olimpice (1996, 2000) în care a câștigat o medalie de bronz.